# 三宅福馬
三宅福馬（1883年—1958年）日本高知县人，日本明治、大正、昭和时期的郵政官僚，满洲国官员。

## 生平
1900年，三宅福馬毕业于高知县第一中学校。后来入東京郵便電信学校学习，1902年毕业。在郵便局工作时，在東京外国語学校学习俄語。1907年，参加文官高等試验合格。 1909年，任東京郵便局铁道郵便課長。翌年，任首任東京铁道郵便局長，并兼任東京郵便電信学校教官。同年，任临时发電水力調査局的事務官。1913年，任電气局監理課長。 1916年赴瑞士留学，翌年转赴美国，研究電气事業的经营。1918年归国。此后历任多个职务，1924年辞官。
1929年，经富田幸次郎推薦，任台湾总督府交通局逓信部長。任内完成了日月潭发電计划。1932年去职。同年，经山下奉文斡旋，任满洲国国務院法制局長。后历任日本電气協会常務理事、富士飛行機監査役。1949年，遞信省分拆为郵政省、電气通信省，三宅福馬任電气通信省運营委員会委員，1953年任郵政省郵務局经营調査室委員。
1958年，三宅福馬逝世。